# Johann Friedrich LeBret

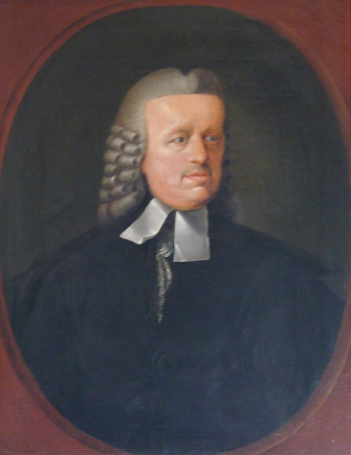
Bildnis des Johann Friedrich LeBret, Gemälde eines anonymen Meisters aus dem Bestand der Tübinger Professorengalerie

Johann Friedrich LeBret (auch Lebret, Le Bret) (* 19. November 1732 in Untertürkheim; † 6. April 1807 in Tübingen) war Theologe, Historiker,  Professor an der Hohen Karlsschule und Kanzler der Universität Tübingen, Abt zu Lorch und Propst der Stiftskirche St. Georg in Tübingen.

## Leben
Johann Friedrich LeBret wurde als Sohn des herzoglichen Kellermeisters und Amtmanns Nikolaus David Lebret in Untertürkheim geboren. Er ging im benachbarten Cannstatt zur Schule, wo seine Mutter als Witwe einen Badewirt namens Stierlin heiratete.
In Tübingen studierte LeBret als Stipendiat des Evangelischen Stiftes Theologie.
Von 1757 bis 1761 war er Hauslehrer und Prediger bei evangelisch-lutherischen Kaufmannsfamilien in Venedig. 1761/1762 unternahm er eine längere Studienreise durch Italien. Nach seiner Rückkehr nach Württemberg war er Repetent in Tübingen und Vikar in Stuttgart. 1763 wurde er Professor am Stuttgarter Gymnasium. Im selben Jahr heiratete er Karoline Augusta Bühler und hatte mit ihr elf Kinder. Seine Tochter Elise wurde von Friedrich Hölderlin in Tübingen geliebt.
1767 wurde er zum Regierungs- und Consistorialbibliothekar ernannt, 1773 zum Professor an der Hohen Karlsschule in Stuttgart, 1779 zum Professor für Staatswissenschaften an der Militärakademie der Hohen Karlsschule, Oberbibliothekar für das Herzogtum Württemberg und Konsistorialrat, 1782 zum Kanzler der Hohen Karlsschule. Er begleitete Herzog Carl Eugen von Württemberg auf Reisen nach Italien (1775) und durch Frankreich, England und die Niederlande (1779).
1786 wechselte er als Professor der Theologie, Prälat und Propst der St.-Georgen-Kirche nach Tübingen und wurde Kanzler der Universität Tübingen. Als solcher war er der vorletzte Titularabt des Klosters Lorch. Er starb 1807 in Tübingen.

## Wissenschaftliches Werk
Als Historiker widmete sich LeBret vor allem der italienischen Geschichte. Seine Hauptwerke sind die 1769 erschienene  Staatsgeschichte der Republik Venedig (4 Bände) und die Geschichte von Italien (9 Bände). Allerdings wurde die Staatsgeschichte der Republik Venedig in Italien kaum rezipiert. Dies vermerkt noch 1826 Giovanni Davide Weber in seiner Epistola … ad Emmanuele Antonio Cigogna …, worin er die historische Unparteilichkeit des Verfassers, der sich lange Zeit als Diplomat in Venedig aufhielt, lobend hervorhebt, aber bedauernd meint, das Werk sei ‚in Venedig kaum bekannt‘.
Seine Geschichte von Italien erweiterte er für die von Franz Dominikus Häberlin unter dem Titel Allgemeine Welthistorie durch eine Gesellschaft von Gelehrten in Teutschland und Engelland ausgefertiget herausgegebene, bei Johann Jakob Gebauer in Halle erschienene Neuausgabe der von dessen Vater Johann Justinus Gebauer verlegten Allgemeinen Welthistorie, für die LeBret die Bände 21 bis 27 der Abteilung Neue Historie (= Mittelalter und Neuzeit) schrieb. Diese sieben umfangreichen Bände behandeln die Geschichte Italiens vom Frühmittelalter (Eroberung Italiens durch die Ostgoten) bis in die 1780er Jahre und erschienen von 1787 bis 1790. Die Allgemeine Literatur-Zeitung lobte den „steten, mit sorgfältiger Kritik begleiteten Gebrauch der Hauptquellen“.
Außerdem übersetzte er zahlreiche historische und theologische Werke aus dem Lateinischen, Italienischen und Portugiesischen ins Deutsche, oft verbunden mit Überarbeitungen und Ergänzungen.

## Schriften (Auswahl)
- Pragmatische Geschichte der so berufenen Bulle In Coena Domini und ihren fürchterlichen Folgen für den Staat und die Kirche, zur Beurtheilung aller Streitigkeiten unseres Jahrhunderts mit dem römischen Hof. Leipzig und Frankfurt am Main 1769–1770.
  - Bd. 1: Die Geschichte der Grundsätze dieser Bulle (1769)
  - Bd. 2: Die Geschichte vor der Entstehungs-Art dieser Bulle (1769)
  - Bd. 3: Die Geschichte vor der Fortdauer dieser Bulle (1770)
  - Bd. 4: Die Geschichte von den neuesten Wirkung der Bulle und den letzern Widersprüchen wider dieselbe (1770)
- Magazin zum Gebrauch der Staaten- und Kirchengeschichte, vornemlich des Staatsrechts catholischer Regenten in Ansehung ihrer Geistlichkeit, 10 Bände. Stettin und Ulm 1771–1788.
  - Band 4,Frankfurt und Leipzig 1774  (Digitalisat).
  - Band 7, Frankfurt und Leipzig 1780 (Digitalisat).
  - Band 8, Ulm 1785 (Digitalisat).
  - Band 10, Ulm 1788 (Digitalisat).
- Staatsgeschichte der Republik Venedig, von ihrem Ursprunge bis auf unsere Zeiten, in welcher zwar der Text des Herrn Abtes L'Augier zum Grunde geleget, seine Fehler aber verbessert, die Begebenheiten bestimmter und aus echten Quellen vorgetragen, und nach einer richtigen Zeitordnung geordnet, zugleich neue Zusätze, von dem Geiste der venetianischen Gesetze, und weltlichen und kirchlichen Angelegenheiten, von der innern Staatsverfassung, ihren systematischen Veränderungen und der Entwickelung der aristokratischen Regierung von einem Jahrhunderte zum andern beygefügt werden, 4 Teile in 3 Bänden, Johann Friedrich Hartknoch, Riga und Leipzig 1769–1777.
  - Band 1, Leipzig und Riga 1769 (Digitalisat).
  - Band 2, Teil I, Riga 1773 (Digitalisat); Teil II, Riga 1775 (Digitalisat)
  - Band 3, mit Register aller drei Bände, Riga 1777 (Digitalisat).
- anonym herausgegeben: Sammlung der merkwürdigsten Schriften die Aufhebung des Jesuiter-Ordens betreffend. 1773–1774.
  - Bd. 1: Die Bullen der Aufhebung (1773)
  - Bd. 2: Die Geschichte zur Erläuterung der Aufhebungs-Bulle der Jesuiten, Teil I
  - Bd. 3: Die Geschichte zur Erläuterung der Aufhebungs-Bulle der Jesuiten, Teil II (1774)
  - Bd. 4: Die Folgen der Aufhebung und die Schriften, die deßwegen erschienen (1774)
- Geschichte von Italien und allen allda gegründeten ältern und neuern Staaten, 9 Bände. Johann Jakob Gebauer, Halle 1778–1787.
  - Band 1, Halle 1778  (Digitalisat).
  - Band 3, Halle 1780 (Digitalisat).
  - Band 4, Halle 1781
  - Band 5, Halle 1778
  - Band 8, Halle 1786 (Digitalisat).
  - Band 9, Halle 1787 (Digitalisat).
- Vorlesungen über die Statistik. Italiänische Staaten. Johann Benedict Mezler, Stuttgart 1783–1785.
  - Bd. 1: Venedig (1783)
  - Bd. 2: Rom (1785)
- Allgemeine Welthistorie durch eine Gesellschaft von Gelehrten in Teutschland und Engelland ausgefertiget, Neue Historie, Bd. 21–27. Johann Jakob Gebauer, Halle 1787–1790.